# André-Henri Robert
André-Henri Robert, francoski general, * 1893, † 1984.